# Chimik Swietłahorsk
Chimik Swietłahorsk (ros. Химик) – białoruski klub piłkarski z siedzibą w Swietłahorsku, grający w pierwszej lidze białoruskiej.

## Historia
Chronologia nazw:
- 1971—1995: Bumażnik («Бумажник»)
- 1973—1995: Stroitiel («Строитель»)
- 1974—1975: Burowik («Буровик»)
- 1974—1985: Chimik («Химик»)
- 1986—1987: Bumażnik («Бумажник»)
- 1988—1996: Chimik («Химик»)
- 1997—2000: Kommunalnik («Коммунальник»)
- 2000—...: Chimik («Химик»)

Klub założony został w 1971 roku pod nazwą Bumażnik. Klub nazywał się Stroitiel Swietłahorsk, Burowik Swietłahorsk, Chimik Swietłahorsk i Kommunalnik Swietłahorsk. W 2000 roku klub powrócił do starej nazwy Chimik.